# Calystegia atriplicifolia
Calystegia atriplicifolia är en vindeväxtart som beskrevs av Hallier f. Calystegia atriplicifolia ingår i släktet snårvindor, och familjen vindeväxter. Utöver nominatformen finns också underarten C. a. buttensis.